# Ferrari 330 GT 2+2
La Ferrari 330 GT 2+2 è una autovettura sportiva a 4 posti (2+2), prodotta dalla casa automobilistica italiana Ferrari, tra il 1964 e il 1967.

## Il contesto generale
Fu costruita in due serie, che differivano principalmente dai gruppi ottici dei fanali anteriori. Nella prima, prodotta dal 1964 al 1965, i fari erano quattro, mentre nella seconda, prodotta dal 1965 al 1967, erano solo due.

La prima serie fu presentata al Salone dell'automobile di Bruxelles nel gennaio del 1964, e rimpiazzò la 250 GT 2+2. Fu progettata da Pininfarina, che studiò un modello con un passo più lungo di 50 mm, per trovare maggior spazio per i passeggeri posteriori.

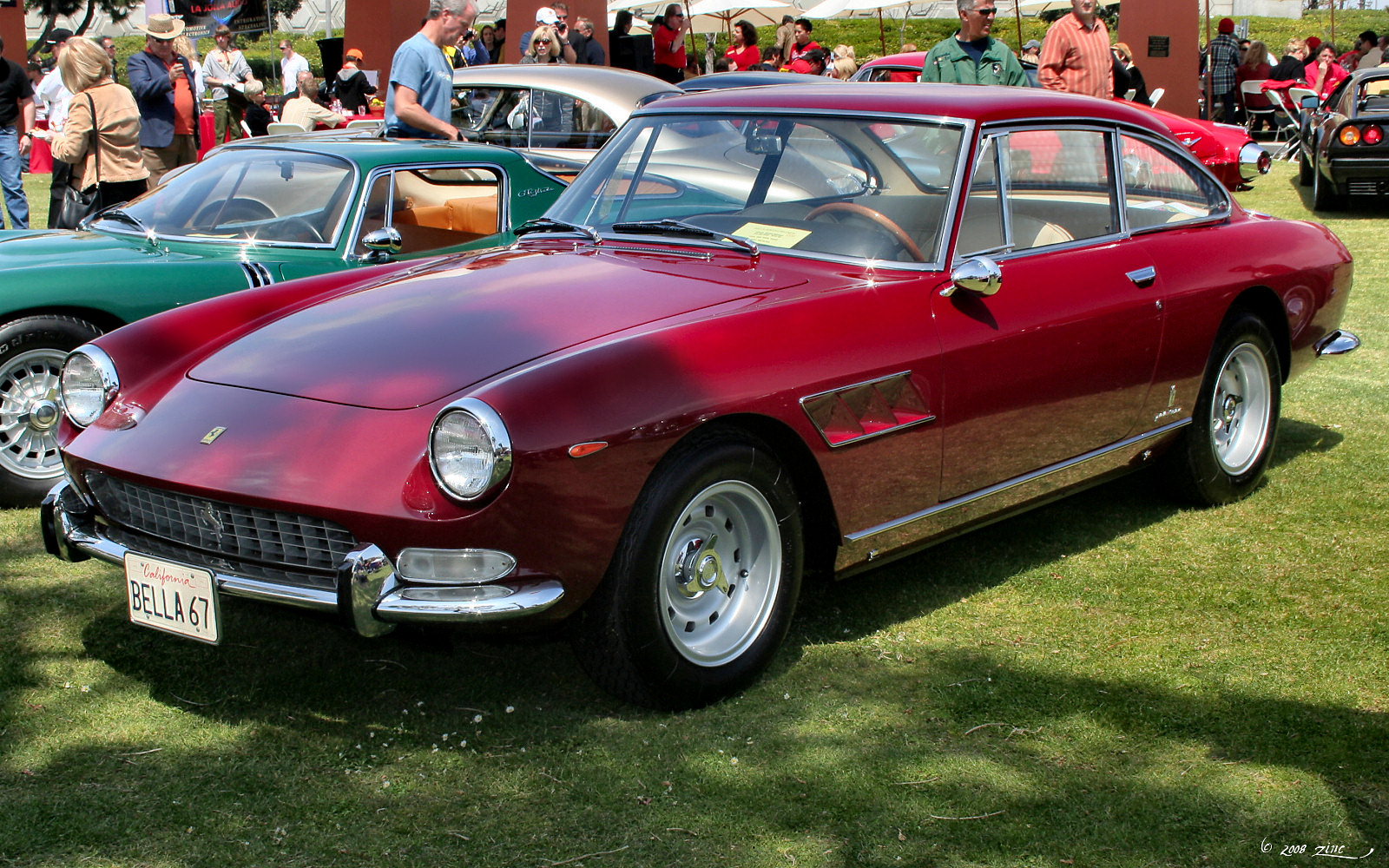
330 GT 2+2 della 2^{a} serie

La seconda serie fu lanciata nella metà del 1965 con un frontale totalmente nuovo, che la faceva rassomigliare alla 275 GTS. Furono modificati i cerchioni che da una struttura a raggi, peculiare delle Ferrari dell'epoca, divennero forati. Furono anche approntati cambiamenti alle prese d’aria, agli interni e fu aggiunta l'aria condizionata.
Furono costruiti 625 esemplari della prima serie e 474 della seconda. Con questo modello ci fu la definitiva consacrazione delle versioni 2+2 per la Ferrari. Quindi, fu rimpiazzata dalla 365 2+2.

## Caratteristiche tecniche
Il motore era il classico V12 a 60° montato anterioriormente, longitudinale, che in questo caso aveva una cilindrata di 3967,44 cm³. 

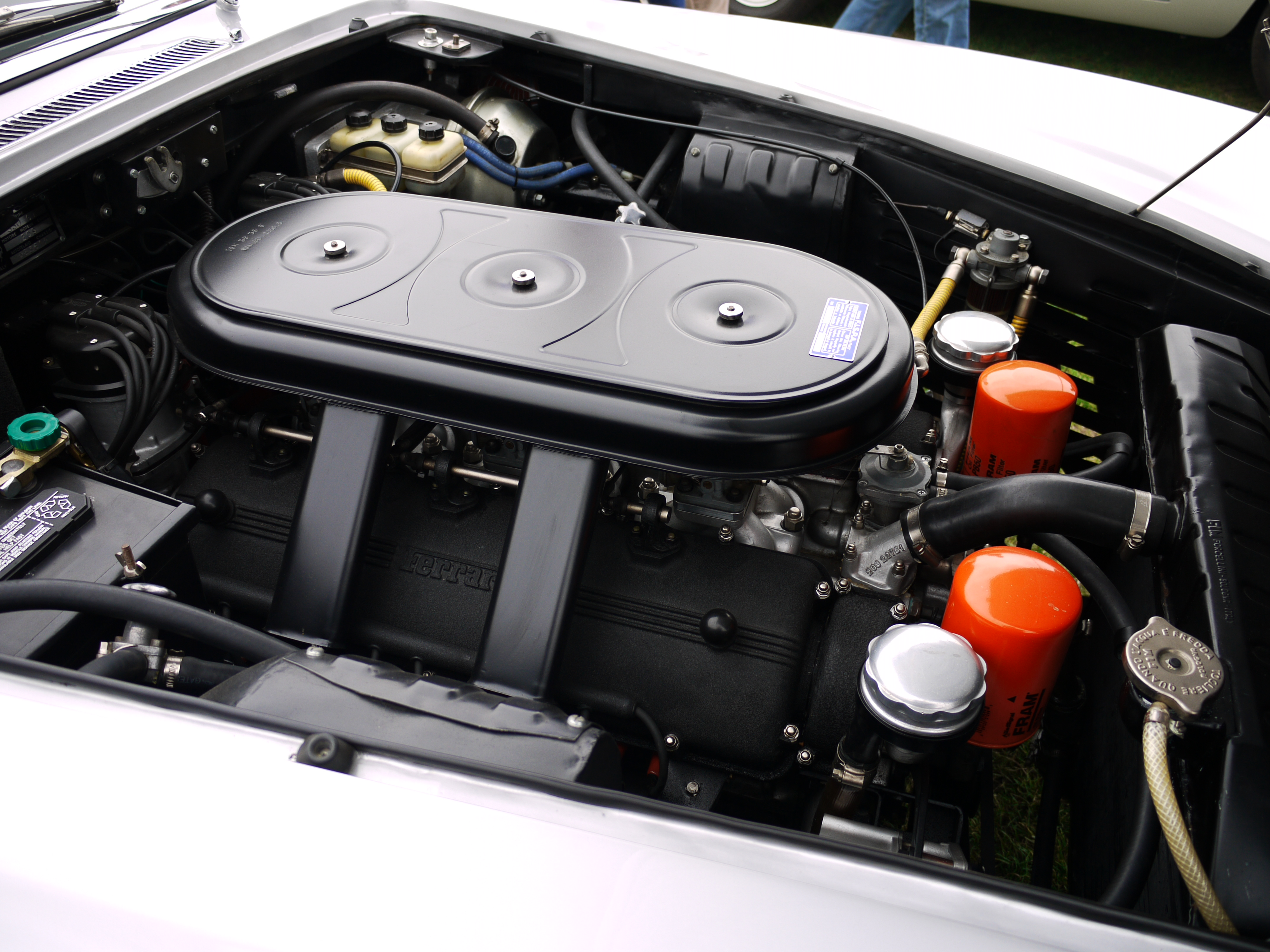
Motore di una 330 GT 2+2

L'alesaggio e la corsa erano rispettivamente di 77 mm e 71 mm, con le candele posizionate esternamente alla V del motore. Il rapporto di compressione era di 8,8:1. Il progetto del motore si ispirava a quello a "blocco corto" di Gioachino Colombo, ma era lievemente più lungo. Questa modifica fu resa necessaria per il maggior spazio esistente tra i cilindri, realizzato per ospitare i condotti dell'acqua accresciuti, che erano indispensabili per assicurare un appropriato raffreddamento alle canne. Queste ultime erano state infatti riprogettate come conseguenza dell'incremento dell'alesaggio. La potenza erogata era di 300 CV a 6600 giri al minuto.
La distribuzione era monoalbero con due valvole per cilindro. L'alimentazione era fornita da tre carburatori a doppio corpo di marca Weber e modello 40 DCZ/6 o 40 DFI. L'accensione era singola ed era formata da due bobine con i distributori posizionati nella parte posteriore del propulsore e da due spinterogeni. La lubrificazione era a carter umido.

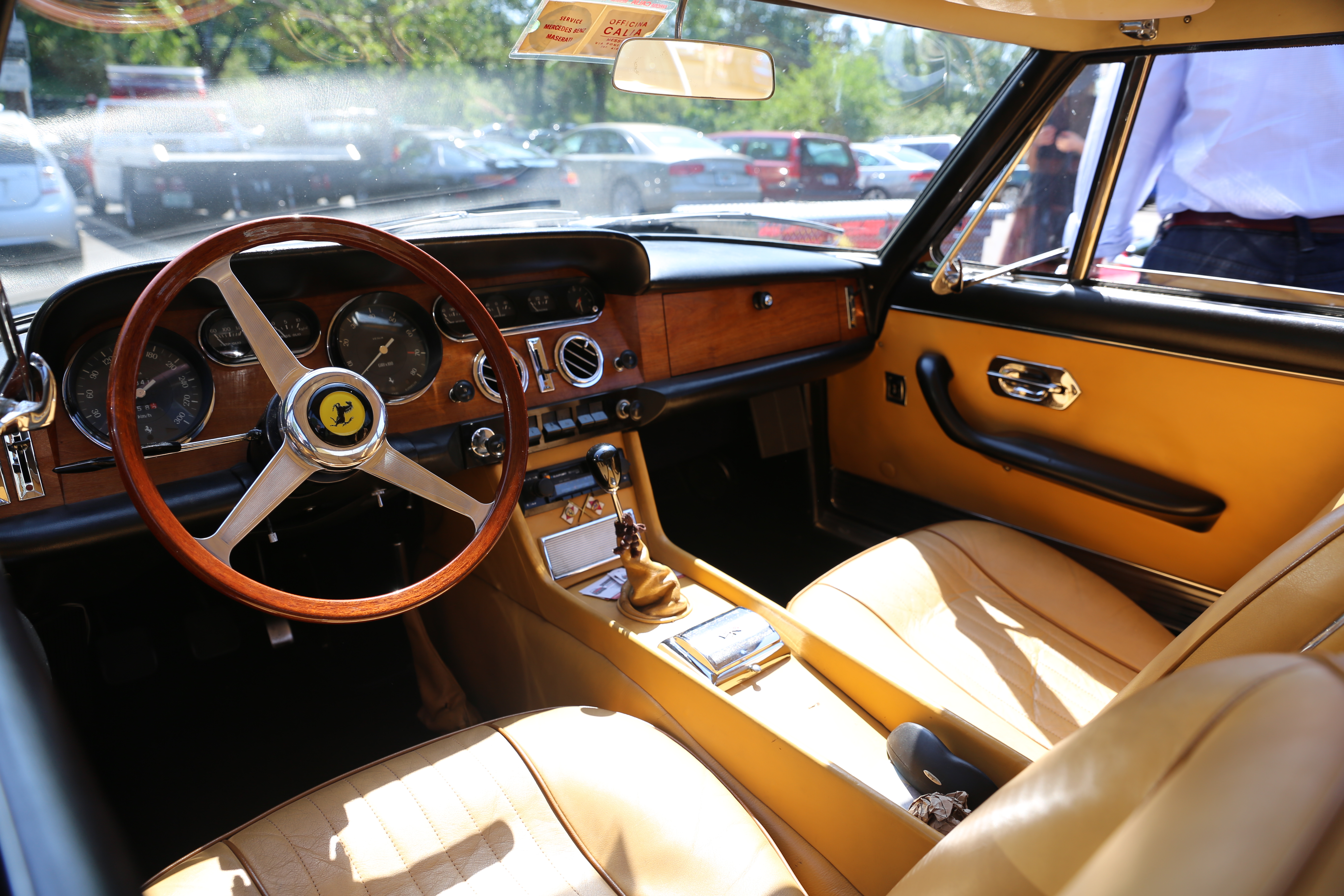
Gli interni

Il telaio era quello tipico utilizzato dalle Ferrari dell'epoca, vale a dire una struttura principale a sezione ovoidale e con crociere di rinforzo, ed un'altra architettura ausiliaria che serviva a sostenere la carrozzeria e gli accessori. Tutti i componenti erano in acciaio.
Le sospensioni anteriori erano indipendenti, con quadrilateri trasversali e barra stabilizzatrice. Quelle posteriori erano formate da un ponte rigido con molle a balestra longitudinali e doppi puntoni laterali. Entrambe montavano ammortizzatori telescopici e molle elicoidali, queste ultime coassiali agli ammortizzatori stessi sulle sospensioni posteriori. Lo sterzo era a vite senza fine e settore dentato; durante la commercializzazione il servosterzo fu disponibile come optional. Il cambio era inizialmente a quattro rapporti sincronizzati, con la quarta marcia con overdrive; gli ultimi esemplari prodotti della prima serie e quelli della seconda furono provvisti di cinque rapporti sincronizzati. Quando ci fu il cambiamento da quattro a cinque rapporti, ci fu il passaggio da una frizione monodisco comandata meccanicamente ad una comandata idraulicamente.
I freni erano a disco con sistemi idraulici divisi.
La velocità massima raggiunta dal veicolo era di 245 km/h.

## Versioni speciali

### 330 GT Shooting Brake

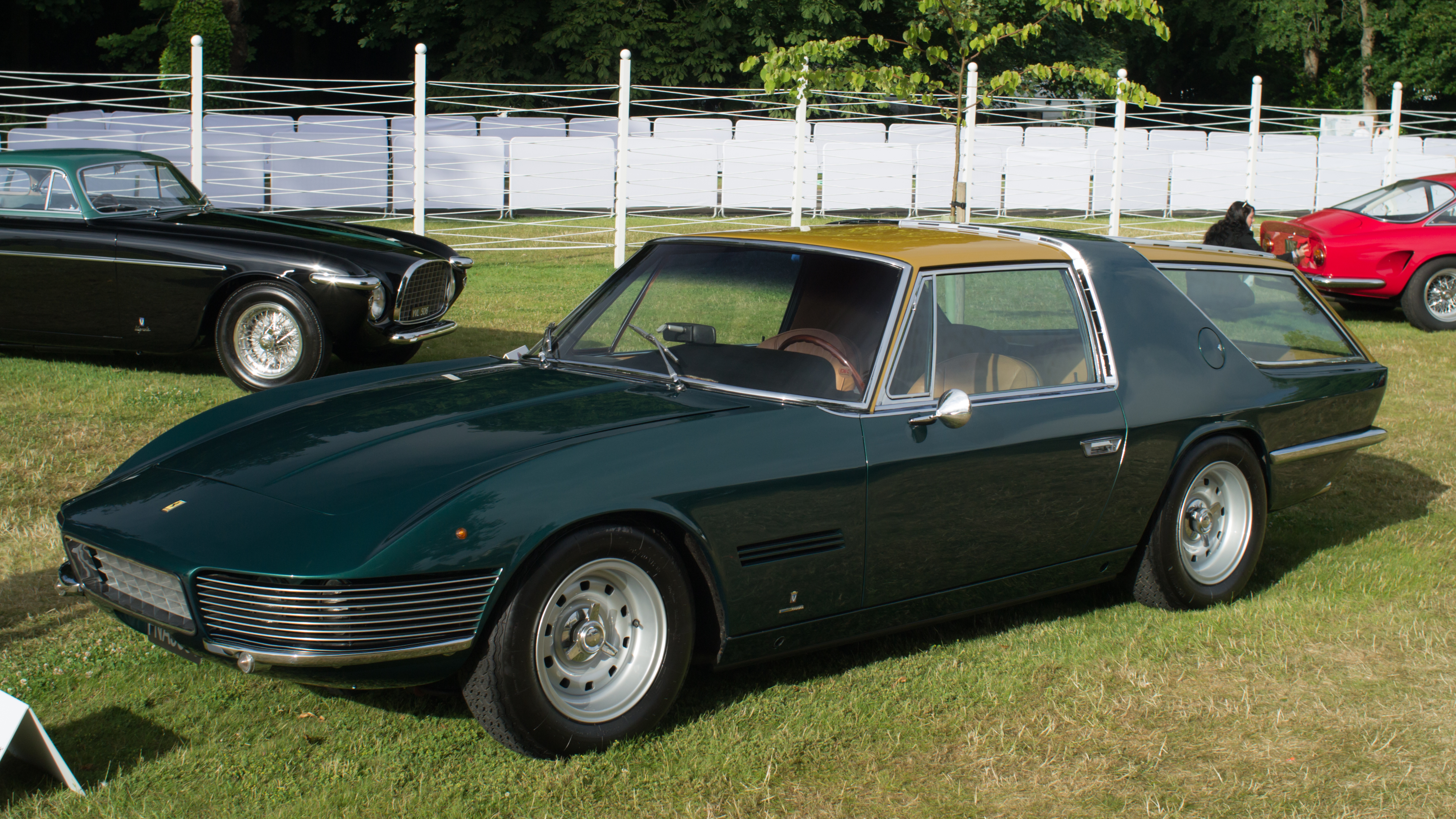
La Shooting Brake Vignale

Nel 1967 Luigi Chinetti Jr. e Bob Peak proposero l'idea di realizzare una versione Shooting Brake della 330 GT. Realizzata da Alfredo Vignale, venne presentata al salone automobilistico di Torino dello stesso anno.

### 330 GT Michelotti Coupe

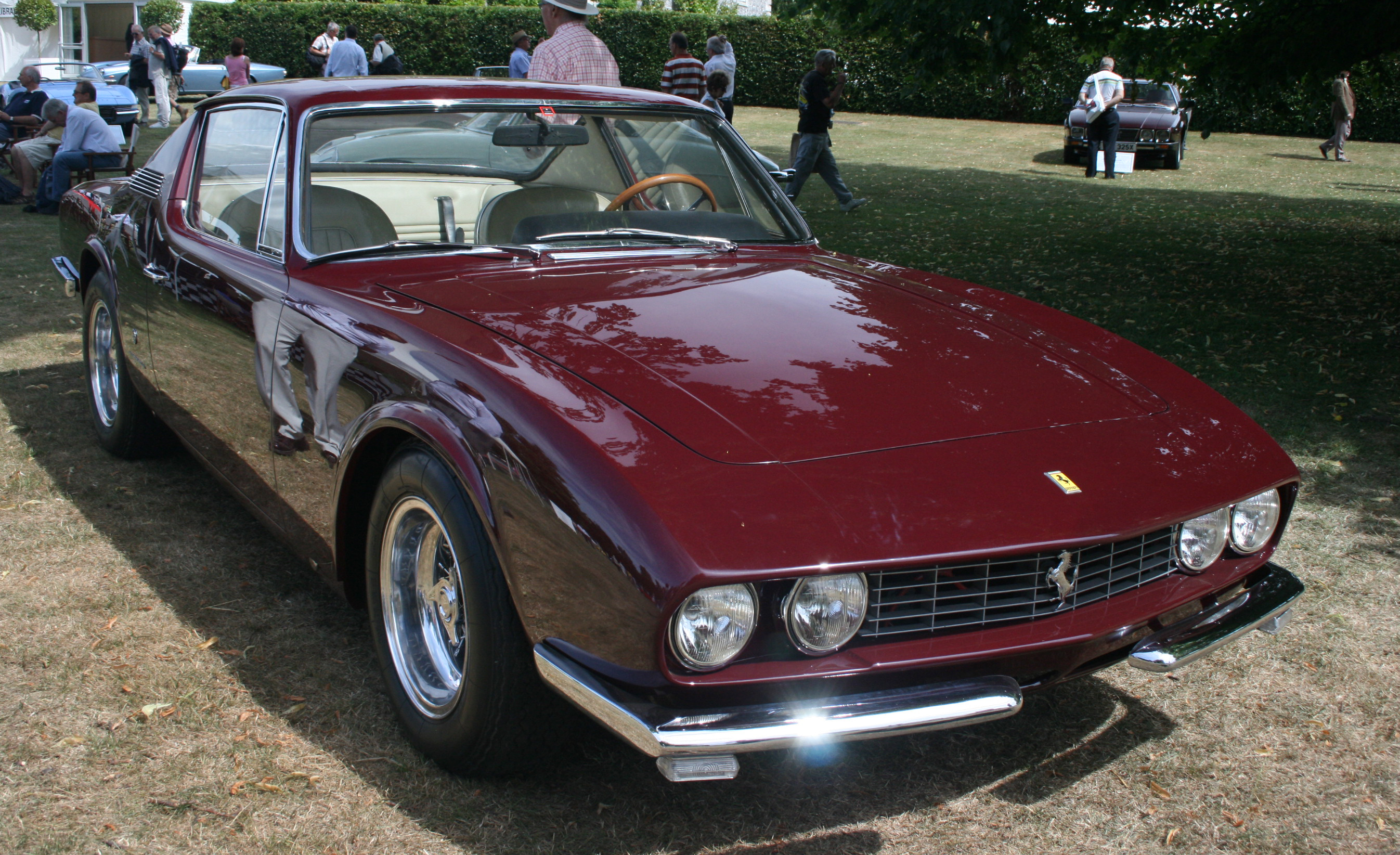
La 330 GT Michelotti

Nel 1967 Michelotti realizzò una versione coupé della 330 GT per Luigi Chinetti, capo della scuderia NART.